# Jaskain
Jaskain (ros. Яскаин, baszk. Яҫҡайын, tatar. Яскаен) – wieś (ros. деревня, trb. dieriewnia) w Baszkirii w rejonie dawlekanowskim należąca do szestajewskiego sielsowietu. 1 stycznia 2009 r. wieś zamieszkiwały 54 osoby, z których 63% stanowili Tatarzy.